# Phaenocarpa subruficeps
Phaenocarpa subruficeps är en stekelart som beskrevs av Gurasashvili 1983. Phaenocarpa subruficeps ingår i släktet Phaenocarpa och familjen bracksteklar. Inga underarter finns listade i Catalogue of Life.